# Porta Napoli (Lecce)
Porta Napoli è una porta cittadina ad arco di trionfo di Lecce, che segna l'entrata nel centro storico della città insieme alle altre due porte esistenti Porta San Biagio e Porta Rudiae e alla distrutta Porta San Martino. Si trova adiacente alla piazzetta Arco di Trionfo e di fronte all’obelisco di Terra d’Otranto. 

## Storia
La porta, edificata nel 1548 in onore di Carlo V che aveva fatto realizzare le opere di fortificazione in difesa della città, sorge nel sito dell'antica Porta San Giusto. Fu voluta dalla cittadinanza e da Ferrante Loffredo, preside della provincia di Terra d'Otranto, per celebrare in maniera emblematica il potere e l'Impero di Carlo V d'Asburgo. Fu così chiamata perché era la strada da cui si intraprendeva la via consolare per Napoli.

## Descrizione
La porta, privata dei tratti di mura che la fiancheggiavano dopo i rifacimenti ottocenteschi della cinta muraria cittadina, fu probabilmente progettata dall'architetto militare Gian Giacomo dell'Acaya. L'arco possiede un solo fornice a tutto sesto ed è affiancato da due colonne corinzie per lato, che sorreggono un frontone triangolare, al centro del quale è presente lo stemma imperiale asburgico di Carlo V. Nella decorazione del frontone sono inoltre presenti raffigurazioni di cannoni e armature, che ricordano gli archi di trionfo romani. Nella parte centrale, sotto il frontone, un'iscrizione inneggia al sovrano Carlo V, elogiato inoltre come sterminatore dei turchi, in collegamento all'aiuto militare fornito ai suoi possedimenti in Terra d'Otranto contro le incursioni turche.
L'epigrafe dedicatoria si traduce: All'Imperatore Cesare Carlo V, augusto trionfatore, nelle Indie, nelle Gallie ed in Africa; soggiogatore dei cristiani ribelli, spavento e sterminio dei Turchi; propagatore della religione cristiana in tutto il mondo con le opere e con i consigli; essendo al governo di questa provincia Ferrante Loffredo, che seppe tener lontani da i lidi del Salento e della Japigia i Turchi ed i nemici dell'impero; l'Università ed il popolo leccese riconoscente dedicò quest'arco alla grandezza e maestà di Lui, l'anno 1548.
L'area promiscua a Porta Napoli è stata interessata da scavi archeologici, condotti dall'Università del Salento, che hanno messo in luce differenti sepolture ricche di corredo funebre di età messapica.